# Урмаєвське сільське поселення
Урма́євське сільське поселення (рос. Урмаевское сельское поселение) — муніципальне утворення у складі Комсомольського району Чувашії, Росія. Адміністративний центр — присілок Урмаєво.

## Населення
Населення — 4621 особа (2019, 4634 у 2010, 4422 у 2002).

## Склад
До складу поселення входять такі населені пункти:
| Населений пункт   | Населення, осіб (2002) | Населення, осіб (2010) |
| ----------------- | ---------------------- | ---------------------- |
| Токаєво, село     | 1630                   | 1745                   |
| Урмаєво, присілок | 2792                   | 2889                   |